# Privas
Privas este un oraș în Franța, prefectura departamentului Ardèche în regiunea Ron-Alpi.